# WWE The Music: A New Day, Vol. 10
WWE The Music Volume 8 è una raccolta della WWE pubblicata il 28 gennaio 2010.

## Tracce
| Traccia | Canzone                              | Artista                          | Wrestler                             | Durata |
| ------- | ------------------------------------ | -------------------------------- | ------------------------------------ | ------ |
| 1       | "It's a New Day"                     | Adelitas Way                     | The Legacy                           | 3:04   |
| 2       | "I Am Perfection"                    | Cage9                            | Dolph Ziggler                        | 3:19   |
| 3       | "I Came to Play"                     | Downstait                        | The Miz                              | 4:57   |
| 4       | "Just Close Your Eyes"               | Story of the Year                | Christian                            | 4:31   |
| 5       | "Return of the Hitman"               | Jim Johnston                     | Bret Hart                            | 5:37   |
| 6       | "Written in My Face"                 | "Sean Jenness"                   | Sheamus                              | 3:33   |
| 7       | "Insatiable"                         | Patsy Grime                      | Tiffany/Layla                        | 3:10   |
| 8       | "Domination"                         | Evan Jones                       | Ezekiel Jackson                      | 4:17   |
| 9       | "Born to Win"                        | Mutiny Within                    | Evan Bourne                          | 04:17  |
| 10      | "Oh Puerto Rico"                     | Vinny & Ray and Marlyn Jimenez   | Primo                                | 03:32  |
| 11      | "Radio"                              | Matt White                       | Zack Ryder                           | 04:02  |
| 12      | "New Foundation"                     | Jim Johnston                     | Natalya/The Hart Dynasty             | 03:32  |
| 13      | "You Can Look (But You Can't Touch)" | Kim Sozzi                        | The Bella Twins                      | 3:47   |
| 14      | "Crank the Walls Down"               | Maylene and the Sons of Disaster | Jeri-Show (Chris Jericho e Big Show) | 3:07   |